# Ministerio de las Culturas, las Artes y el Patrimonio (Chile)
El Ministerio de las Culturas, las Artes y el Patrimonio (también conocido por su acrónimo, Mincap) es el ministerio de Estado de Chile encargado del diseño, formulación e implementación de políticas, planes y programas culturales en todo el territorio nacional. Tiene su sede principal en Valparaíso, en el edificio ubicado en la Plaza Sotomayor, siendo la única secretaría del Estado chileno cuya dirección nacional no está ubicada en Santiago. Desde el 16 de agosto de 2023, la titular del ministerio es la actriz Carolina Arredondo, actuando bajo el gobierno de Gabriel Boric.
Fue creado durante el segundo gobierno de la presidenta Michelle Bachelet mediante la Ley n° 21.045, promulgada el 13 de octubre de 2017 y publicada en el Diario Oficial el 3 de noviembre del mismo año. El Ministerio comenzó sus funciones el 1 de marzo de 2018, siendo sucesor legal —mediante sus dos subsecretarías: la Subsecretaría de las Culturas y las Artes y la Subsecretaría del Patrimonio Cultural— del Consejo Nacional de la Cultura y las Artes, institución creada en 2003 durante el gobierno de Ricardo Lagos Escobar, y de la Dirección de Bibliotecas, Archivos y Museos, entidad del Ministerio de Educación creada en 1929 durante el primer gobierno de Carlos Ibáñez del Campo.

## Funciones
Su principal objetivo es colaborar con el presidente de la República en el diseño, formulación e implementación de políticas, planes y programas que contribuyan al desarrollo cultural y patrimonial de manera armónica y equitativa en todo el territorio nacional.
Asimismo, el ministerio está regido por los «principios de diversidad cultural, democracia y participación, reconocimiento cultural de los pueblos indígenas, respeto a la libertad de creación y valoración social de creadores y cultores, además del reconocimiento a las culturas territoriales, el respeto a los derechos de cultores y creadores, y la memoria histórica».

## Organización
- Ministro de las Culturas, las Artes y el Patrimonio
- Subsecretaría de las Culturas y las Artes, de la cual dependen:
  - Secretarías Regionales Ministeriales de las Culturas, las Artes y el Patrimonio
  - Consejo Nacional del Libro y la Lectura (CNLL)
  - Consejo de Fomento de la Música Nacional (CFMN)
  - Consejo del Arte y la Industria Audiovisual (CAIA)
  - Fondo Nacional de Desarrollo Cultural y las Artes (FONDART)
  - Fondo Nacional de las artes escénicas (FONAE)
  - Fondo de Fomento al Arte en la Educación (FAE)
  - Programa Puntos de Cultura: Puntos de Cultura Comunitaria
  - Centros Culturales e Iniciativas culturales de extensión cultural y vinculación a la comunidad bajo la administración del Departamento de Fomento de las Artes y las Industrias Creativas:
    1. Centro Nacional de Arte Contemporáneo Los Cerrillos (CNACC)
    2. Ballet Folklórico Nacional (BAFONA)
    3. Galería Gabriela Mistral (GGM)
    4. Fundación de Orquestas Juveniles e Infantiles de Chile (FOJI)
    5. Fundación Artesanías de Chile
    6. Orquesta de Cámara de Chile
- Subsecretaría del Patrimonio Cultural, de la cual depende:
  - Servicio Nacional del Patrimonio Cultural (SERPAT), sucesora legal de la Dirección de Bibliotecas, Archivos y Museos (1929-2018).[6]
  - Consejo de Monumentos Nacionales (CMN)[13][14]
  - Fondo Nacional del Patrimonio Cultural (FPC)
  - Fondo para el Mejoramiento Integral de Museos (FMIM)
  - Fondo de Fortalecimiento de Organizaciones Patrimoniales (FFOP)
  - Programa de Mejoramiento Integral de Bibliotecas (PMI)
  - Programa Sitios de Memoria (PSM)
  - Programa Memoria del Mundo (MOW), en alianza con UNESCO.
  - Programa Biblioredes
  - Programa Bibliometro
  - Departamento de Derechos Intelectuales (DDI)
- Consejo Nacional de las Culturas, las Artes y el Patrimonio
  - Consejos regionales de las Culturas, las Artes y el Patrimonio

## Lista de ministros
- Partidos:

     – Independiente
     – Partido Socialista (PS)
     – Convergencia Social (CS)
     – Frente Amplio (FA)
| N°. | Ministro/a | Ministro/a                | Partido | Inicio               | Final                | Presidente | Presidente                 |
| --- | ---------- | ------------------------- | ------- | -------------------- | -------------------- | ---------- | -------------------------- |
| 1   |            | Ernesto Ottone Ramírez    | Ind.    | 1 de marzo de 2018   | 11 de marzo de 2018  |            | Michelle Bachelet Jeria    |
| 2   |            | Alejandra Pérez Lecaros   | Ind.    | 11 de marzo de 2018  | 9 de agosto de 2018  |            | Sebastián Piñera Echenique |
| 3   |            | Mauricio Rojas Mullor     | Ind.    | 9 de agosto de 2018  | 13 de agosto de 2018 |            | Sebastián Piñera Echenique |
| 4   |            | Consuelo Valdés Chadwick  | Ind.    | 13 de agosto de 2018 | 11 de marzo de 2022  |            | Sebastián Piñera Echenique |
| 5   |            | Julieta Brodsky Hernández | CS      | 11 de marzo de 2022  | 10 de marzo de 2023  |            | Gabriel Boric Font         |
| 6   |            | Jaime de Aguirre Höffa    | Ind.    | 10 de marzo de 2023  | 16 de agosto de 2023 |            | Gabriel Boric Font         |
| 7   |            | Carolina Arredondo Marzán | Ind.    | 16 de agosto de 2023 | En el cargo          |            | Gabriel Boric Font         |

### Redes sociales
- Ministerio de las Culturas, las Artes y el Patrimonio en X (antes Twitter)
- Ministerio de las Culturas, las Artes y el Patrimonio en Instagram
- Ministerio de las Culturas, las Artes y el Patrimonio en Facebook
- Ministerio de las Culturas, las Artes y el Patrimonio en YouTube

- Datos: Q50281640
- Multimedia: Ministry of Cultures, the Arts and Patrimony (Chile) / Q50281640